# Seznam dílů seriálu Walker
Toto je seznam dílů seriálu Walker. Americký dramatický televizní seriál Walker je vysílán od 21. ledna 2021 na stanici The CW. Dosud bylo odvysíláno 34 dílů seriálu.

## Přehled řad
| Řada | Díly          | Premiéra v USA | Premiéra v USA  |
| Řada | Díly          | První díl      | Poslední díl    |
| ---- | ------------- | -------------- | --------------- |
| 1    | 18            | 21. ledna 2021 | 12. srpna 2021  |
| 2    | bude oznámeno | 28. října 2021 | 23. června 2022 |
| 3    | bude oznámeno | bude oznámeno  | bude oznámeno   |

## Seznam dílů

### První řada (2021)
| Č. v seriálu | Č. v řadě | Původní název              | Režie                | Scénář                                                             | Premiéra v USA    |
| ------------ | --------- | -------------------------- | -------------------- | ------------------------------------------------------------------ | ----------------- |
| 1            | 1         | Pilot                      | Jessica Yu           | Anna Fricke                                                        | 21. ledna 2021    |
| 2            | 2         | Back in the Saddle         | Steve Robin          | Anna Fricke                                                        | 28. ledna 2021    |
| 3            | 3         | Bobble Head                | Randy Zisk           | Seamus Kevin Fahey                                                 | 4. února 2021     |
| 4            | 4         | Don't Fence Me In          | John T. Kretchmer    | April Fitzsimmons                                                  | 11. února 2021    |
| 5            | 5         | Duke                       | Steve Robin          | Bret VandenBos a Brandon Willer                                    | 18. února 2021    |
| 6            | 6         | Bar None                   | Amyn Kaderali        | Casey Fisher a Paula Sabbaga                                       | 11. března 2021   |
| 7            | 7         | Tracks                     | Bola Ogun            | Casey Fisher a Paula Sabbaga                                       | 18. března 2021   |
| 8            | 8         | Fine Is a Four Letter Word | Stacey K. Black      | Katherine Alyse                                                    | 8. dubna 2021     |
| 9            | 9         | Rule Number 17             | Steve Robin          | Bret VandenBos a Brandon Willer                                    | 15. dubna 2021    |
| 10           | 10        | Encore                     | Stacey K. Black      | Blythe Ann Johnson                                                 | 6. května 2021    |
| 11           | 11        | Freedom                    | Alex Pillai          | Geri Carillo                                                       | 13. května 2021   |
| 12           | 12        | A Tale of Two Families     | Steve Robin          | námět: Seamus Kevin Fahey scénář: Seamus Kevin Fahey a Anna Fricke | 20. května 2021   |
| 13           | 13        | Defend the Ranch           | Alex Pillai          | námět: Seamus Kevin Fahey scénář: Seamus Kevin Fahey a Anna Fricke | 10. června 2021   |
| 14           | 14        | Mehar's Jacket             | Diana Valentine      | Casey Fisher                                                       | 17. června 2021   |
| 15           | 15        | Four Stones in Hand        | Tessa Blake          | Paula Sabbaga                                                      | 24. června 2021   |
| 16           | 16        | Bad Apples                 | Joel Novoa           | Aaron Carew                                                        | 15. července 2021 |
| 17           | 17        | Dig                        | Richard Speight, Jr. | Seamus Kevin Fahey a Anna Fricke                                   | 22. července 2021 |
| 18           | 18        | Drive                      | Steve Robin          | Seamus Kevin Fahey a Anna Fricke                                   | 12. srpna 2021    |

### Druhá řada (2021–2022)
| Č. v seriálu | Č. v řadě | Původní název              | Režie                       | Scénář                                                                                             | Premiéra v USA     |
| ------------ | --------- | -------------------------- | --------------------------- | -------------------------------------------------------------------------------------------------- | ------------------ |
| 19           | 1         | They Started It            | Steve Robin                 | Seamus Kevin Fahey a Anna Fricke                                                                   | 28. října 2021     |
| 20           | 2         | The One Who Got Away       | Richard Speight, Jr.        | Seamus Kevin Fahey a Anna Fricke                                                                   | 4. listopadu 2021  |
| 21           | 3         | Barn Burner                | Joel Novoa                  | Arron Carew a Blythe Ann Johnson                                                                   | 11. listopadu 2021 |
| 22           | 4         | It's Not What You Think    | Jackie Tejada               | Casey Fisher                                                                                       | 18. listopadu 2021 |
| 23           | 5         | Partners and Third Wheels  | Aprill Winney               | Geri Carillo                                                                                       | 2. prosince 2021   |
| 24           | 6         | Douglas Fir                | Steve Robin                 | Bret VandenBos a Brandon Willer                                                                    | 9. prosince 2021   |
| 25           | 7         | Where Do We Go from Here   | Amyn Kaderali               | Anna Fricke a Katherine Alyse                                                                      | 13. ledna 2022     |
| 26           | 8         | Two Points for Honesty     | Bosede Williams             | Blythe Ann Johnson                                                                                 | 20. ledna 2022     |
| 27           | 9         | Sucker Punch               | Amyn Kaderali               | Aaron Carew                                                                                        | 27. ledna 2022     |
| 28           | 10        | Nudge                      | Steve Robin                 | Seamus Kevin Fahey a Casey Fisher                                                                  | 3. března 2022     |
| 29           | 11        | Boundaries                 | David McWhirter             | Geri Carillo                                                                                       | 10. března 2022    |
| 30           | 12        | Common Ground              | Charissa Sanjarernsuithikul | Maya Vyas                                                                                          | 31. března 2022    |
| 31           | 13        | One Good Thing             | Ben Hernandez Bray          | Brett VanderBos a Brandon Willer                                                                   | 7. dubna 2022      |
| 32           | 14        | No Such Thing as Fair Play | Jensen Ackles               | Katherine Alyse                                                                                    | 14. dubna 2022     |
| 33           | 15        | No Such Thing as Fair Play | Phil Hardage                | David James                                                                                        | 28. dubna 2022     |
| 34           | 16        | Champagne Problems         | Kelli Williams              | Casey Fisher a Blythe Ann Johnson                                                                  | 5. května 2022     |
| 35           | 17        | Torn                       | America Young               | Aaron Carew                                                                                        | 2. června 2022     |
| 36           | 18        | Search and Rescue          | Austin Nichols              | námět: Seamus Kevin Fahey, Bret VandenBos a Brandon Willer scénář: Bret VandenBos a Brandon Willer | 9. června 2022     |
| 37           | 19        | A Matter of Miles          | Tessa Blake                 | Aaron Carew a Anna Fricke                                                                          | 16. června 2022    |

Dosud bylo odvysíláno 34 dílů seriálu.

### Třetí řada
Dne 22. března 2022 stanice The CW oznámila, že seriál Walker získá třetí řadu.